# Akiba Rubinstein
Akiba Rubinstein (1 de diciembre de 1880 -15 de marzo de 1961) fue un gran jugador de ajedrez de principios del siglo XX. A pesar de que no llegó a ser campeón del mundo, sus partidas se estudian aún hoy, y tienen una gran influencia en el ajedrez actual.

## Biografía
Nacido en Polonia de origen judío, vivió de joven en Lodz donde también residían fuertes ajedrecistas como Georg Salwe. Pronto decidió dedicarse por completo al ajedrez; se cree que fue en 1903 después de alcanzar el quinto puesto en un torneo en Kiev. Empezó a hacerse conocido en 1906 al quedar en tercer lugar, detrás de Schlechter y Maróczy en Ostende, torneo que ganaría al año siguiente junto con el de Carlsbad y Lodz. En este último torneo su combinación en la partida contra Rotlewi sigue siendo una de las más famosas de la historia del ajedrez.
El juego de Rubinstein floreció especialmente entre 1909 y 1912. Comenzando con un primer puesto compartido con Lasker, al que derrotó en una partida hoy clásica, en el torneo de San Petersburgo de 1909;, siguió con un segundo puesto en el torneo de San Sebastián de 1911, famoso por ser la primera gran victoria de un debutante José Raúl Capablanca al que, sin embargo, Rubinstein derrotó en su encuentro individual.
|       |       |       |       |       |       |       |       |    |  |
|       | a8    | b8    | c8 rd | d8 rd | e8    | f8    | g8 kd | h8 |  |
| a7    | b7 bd | c7    | d7    | e7    | f7 pd | g7 pd | h7 pd |    |  |
| a6 pd | b6 bd | c6    | d6    | e6 pd | f6    | g6    | h6    |    |  |
| a5    | b5 pd | c5    | d5    | e5 pl | f5    | g5    | h5    |    |  |
| a4    | b4 pl | c4    | d4    | e4 bl | f4 pl | g4 nd | h4 qd |    |  |
| a3 pl | b3    | c3 nl | d3    | e3    | f3    | g3 pl | h3    |    |  |
| a2    | b2 bl | c2    | d2    | e2 ql | f2    | g2    | h2 pl |    |  |
| a1 rl | b1    | c1    | d1    | e1    | f1 rl | g1    | h1 kl |    |  |
|       |       |       |       |       |       |       |       |    |  |

En 1912 alcanzó una racha récord de victorias, alcanzando la victoria en cinco grandes torneos consecutivos: San Sebastián, Piešťany, Breslavia (campeonato germano), Varsovia y Vilna.
En la época de Rubinstein no existía un ciclo por el título de campeón del mundo ni nada parecido, sino que un jugador tenía que reunir cierta cantidad de dinero y patrocinadores para conseguir disputar un encuentro por la corona. Rubinstein nunca tuvo la posibilidad de enfrentarse al entonces campeón Emanuel Lasker ya que nunca pudo reunir este dinero. Además sus posibilidades disminuyeron tras un pobre resultado en San Petersburgo en 1914, y finalmente por el estallido de la I Guerra Mundial y la aparición del nuevo talento José Raúl Capablanca.
Tras la guerra, Rubinstein continuó siendo un gran jugador, aunque sus resultados no volvieron a ser los mismos que en el periodo 1907-1912. Aun así, siguió cosechando excelentes resultados: en 1920 derrotó en un encuentro celebrado en Suecia a Bogoljubov por 6,5-5,5 (+5 −4 =3), y venció un importante torneo en Viena en 1922 por delante del futuro campeón mundial Alexander Alekhine. Más tarde fue el líder de la selección polaca que venció en las Olimpiadas de ajedrez de Hamburgo en 1930. En esta competición consiguió la gran marca de 13 victorias y 4 tablas. Un año más tarde, ganó la medalla de plata olímpica.

### Problemas de salud mental y vida posterior
Después de 1932, se retiró de los torneos porque su notoria antropofobia mostraba rastros de esquizofrenia durante un colapso de salud mental. En un período, después de hacer un movimiento de ajedrez, iba y se escondía en un rincón de la sala del torneo mientras esperaba la respuesta de su oponente. Independientemente, su antigua fortaleza fue reconocida por la FIDE cuando fue uno de los 27 jugadores que recibieron el título inaugural de Gran Maestro en 1950.
No está claro cómo Rubinstein, que era judío, sobrevivió a la Segunda Guerra Mundial en la Bélgica ocupada por los nazis. El historiador del ajedrez Edward Winter ha escrito sobre el tema. Citando a varios compañeros de Rubinstein en el mundo del ajedrez y personas cercanas a él, parece que Rubinstein pasó la guerra en un sanatorio. Cita una historia sobre Rubinstein que, desde la guerra, ha sido publicada en varios libros y artículos, con diferentes detalles: "Una vez, investigadores nazis llegaron al lugar y le preguntaron a Rubinstein: "¿Eres feliz aquí?" "En absoluto". Rubinstein respondió. "¿Preferirías ir a Alemania y trabajar para la Wehrmacht?" "Estaría encantado de hacerlo", respondió Rubinstein. "Entonces realmente debe estar loco", decidieron los nazis", pero Winter cita a los biógrafos de Rubinstein como diciendo: "La mayoría de las historias sobre Rubinstein son, en el mejor de los casos, verdades a medias, que se han embellecido tanto con el tiempo que se parecen poco a lo que realmente sucedió", antes de agregar "Eso es indiscutible".
Rubinstein también era un conocido bebedor de café y se sabía que consumía la bebida caliente en grandes cantidades antes de partidos importantes. A diferencia de muchos otros grandes maestros, no dejó ningún legado literario, lo que se ha atribuido a sus problemas de salud mental. Pasó los últimos 29 años de su vida viviendo en casa con su familia y en un sanatorio debido a su grave enfermedad mental. Rubinstein es un personaje trágico y con una enfermedad mental de la novela La variación de Lüneburg sobre maestros de ajedrez, obsesión y venganza, del escritor italiano Paolo Maurensig. Sin embargo, mientras estaba en la clínica psiquiátrica, Rubinstein fue visitado por Alberic O'Kelly en varias ocasiones y le brindó cierta orientación en ajedrez.

## Legado
Fue uno de los primeros ajedrecistas en tener en cuenta el final al elegir y jugar la apertura. Tenía un talento excepcional en los finales, particularmente en los finales de torres, donde abrió nuevos caminos en conocimientos. Jeremy Silman lo clasificó como uno de los cinco mejores jugadores de finales de todos los tiempos y un maestro de los finales de torres.